# Cloche de la démocratie
La Cloche de la démocratie (en allemand: Demokratieglocke) est un monument situé sur Augustusplatz à Leipzig. 

## Description
Le monument est une cloche de couleur laiton en forme d'œuf, faite de Bronze, qui mesure environ 150 cm de haut. La cloche a été inaugurée à l'occasion du 20e anniversaire de la manifestation du lundi en 9 octobre 1989, soit le 9 octobre 2009. Elle est dédiée à la Révolution Pacifique de 1989/90.
Le lundi, la cloche sonne douze fois à 18h35, en référence au début de la manifestation du lundi en 9 octobre 1989. Tous les autres jours entre 8h00 et 20h00, la cloche sonne une fois au hasard entre une heure par heure jusqu'à douze battements. Dans l'anneau de granit autour de l'œuf, il y a un Haïku gravé par Durs Grünbein.
Une offre du réseau de fonderies est-allemandes de 2007 visant à doter la ville d'une cloche le 9 octobre 2009 a été acceptée à l'été 2008 par le président du district Walter Christian Steinbach. L'artiste Via Lewandowsky a remporté le concours qui a déterminé la conception du monument. La cloche a été coulée en août 2009 dans la Kunst- und Glockengießerei Lauchhammer (Fonderie d'art et de cloches Lauchhammer),,.

## Signification
La forme de l'œuf rappelle l'expression allemande « sich ein Ei ins Nest legen ». En termes familiers, cela signifie acquérir un sujet tôt ou tard qui posera des problèmes. En français, on peut dire « être la cause (permanente) d'embrouilles ». À Leipzig, la cloche est aussi communément appelée l'œuf d'or. "Doré" du point de vue de l’Allemagne de l’Est, c’était l’Ouest.

## Autre
À Pâques 2013, la cloche de la démocratie a été sonnée par un guérilla groupe tricoté en poule.